# خبز التنور

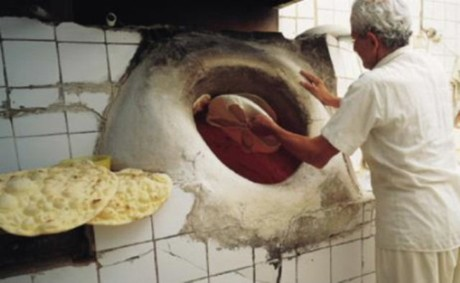
خبر بالتنور

خبز التَنُّور (في سوريا) أو خبز الطابون (في فلسطين) هو أحد أنواع الخبز الذي يُخبز في تنور الطين وبنار الحطب تقليديًا أو فرن تنوز الغاز في العصر الحديث. اشتهرت القرى والأرياف بإعداد هذا النوع من الخبز، خصوصًا في العراق وسوريا والأردن ولبنان وفلسطين ومصر وليبيا وبعض مناطق الخليج العربي، ويعد من طحين حبوب القمح الكامل مما يكسبه طعمًا مميزًا ولونًا ضاربًا للسمرة، أيضًا يمكن إعداده من خليط من طحين حبوب مختلفة مثل الذرة والشعير والشوفان وذلك حسب وفرة الموسم أو شحه.

## طريقة تحضيره
تعد سيدة المنزل العجين وتتركه ليختمر فترة كافية وغالبًا ما تتم هذه المراحل في الليل ثم يخبز في التنور حتى ينضج ويكون سميكًا أكثر من خبز الشراك. وفي المناسبات الخاصة يتم تنكيه بعض الأرغفة بزيت الزيتون أو رش مسحوق بعض النباتات العطرية مثل الزعتر البري أو وضع بضع حبات من ثمرة البطم كما في سوريا حيث تنمو شجرة البطم بكثرة في جبال الساحل السوري، وفي فلسطين يسمى بخبز الطابون.

## معرض الصور

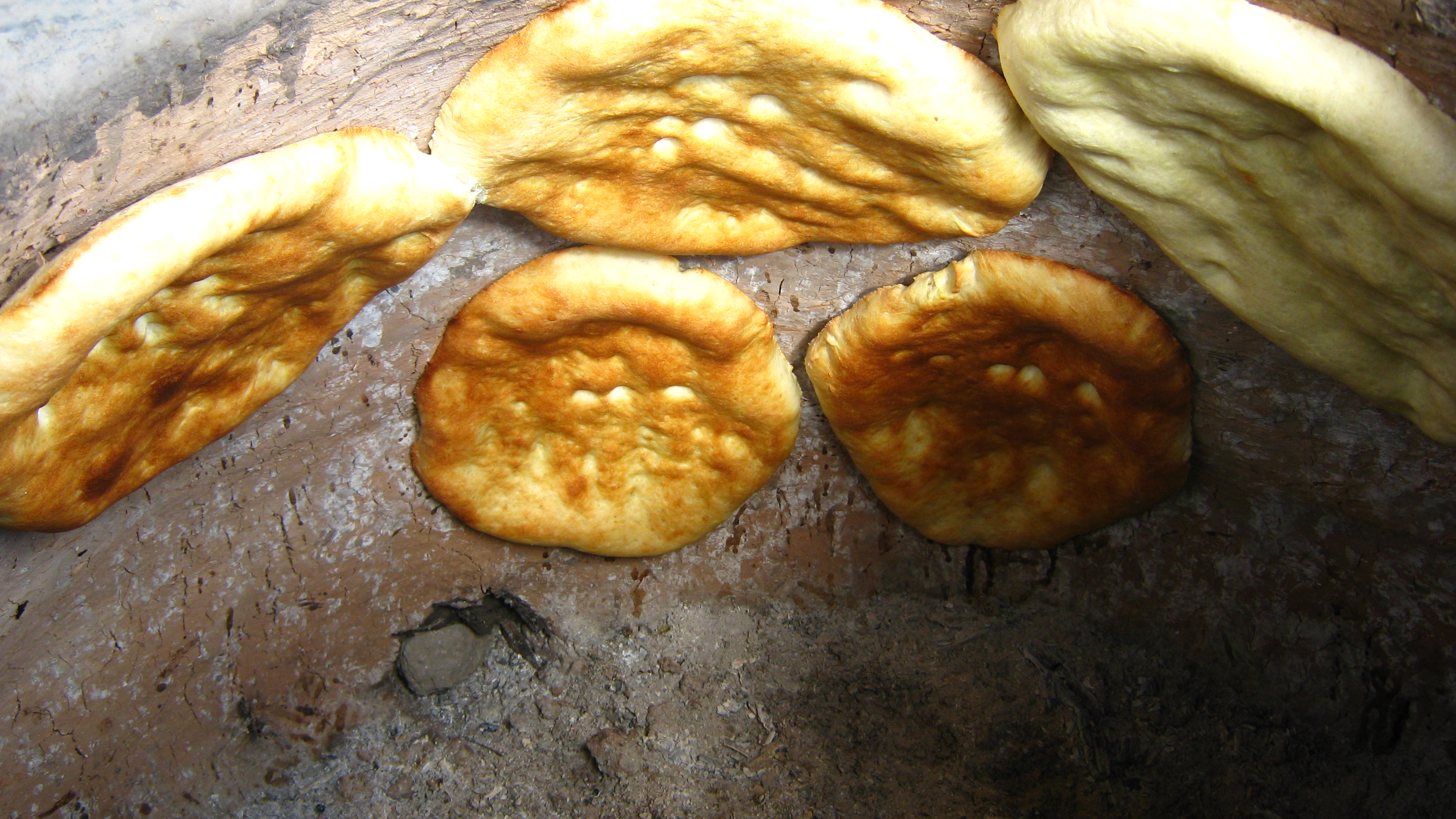
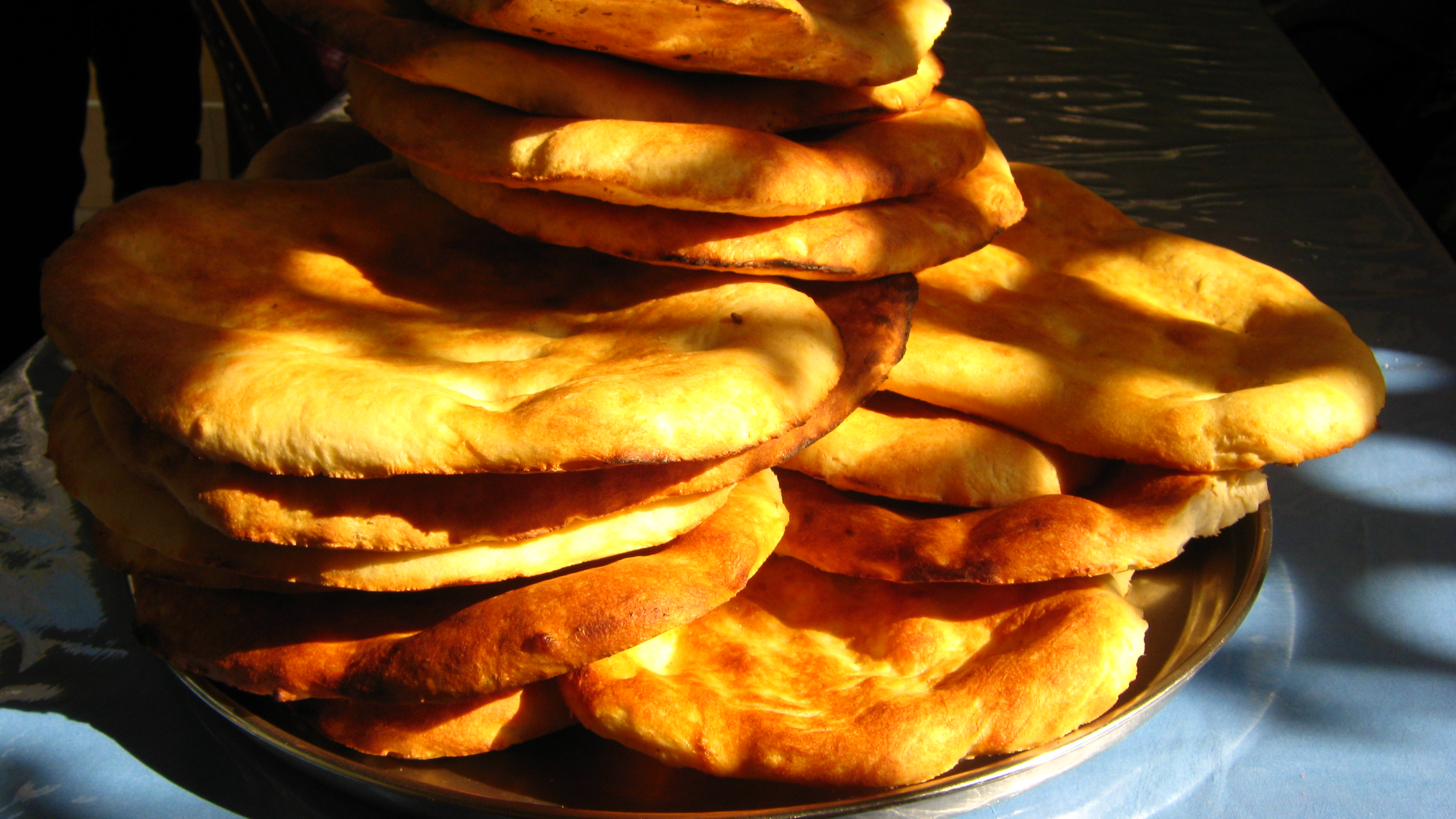
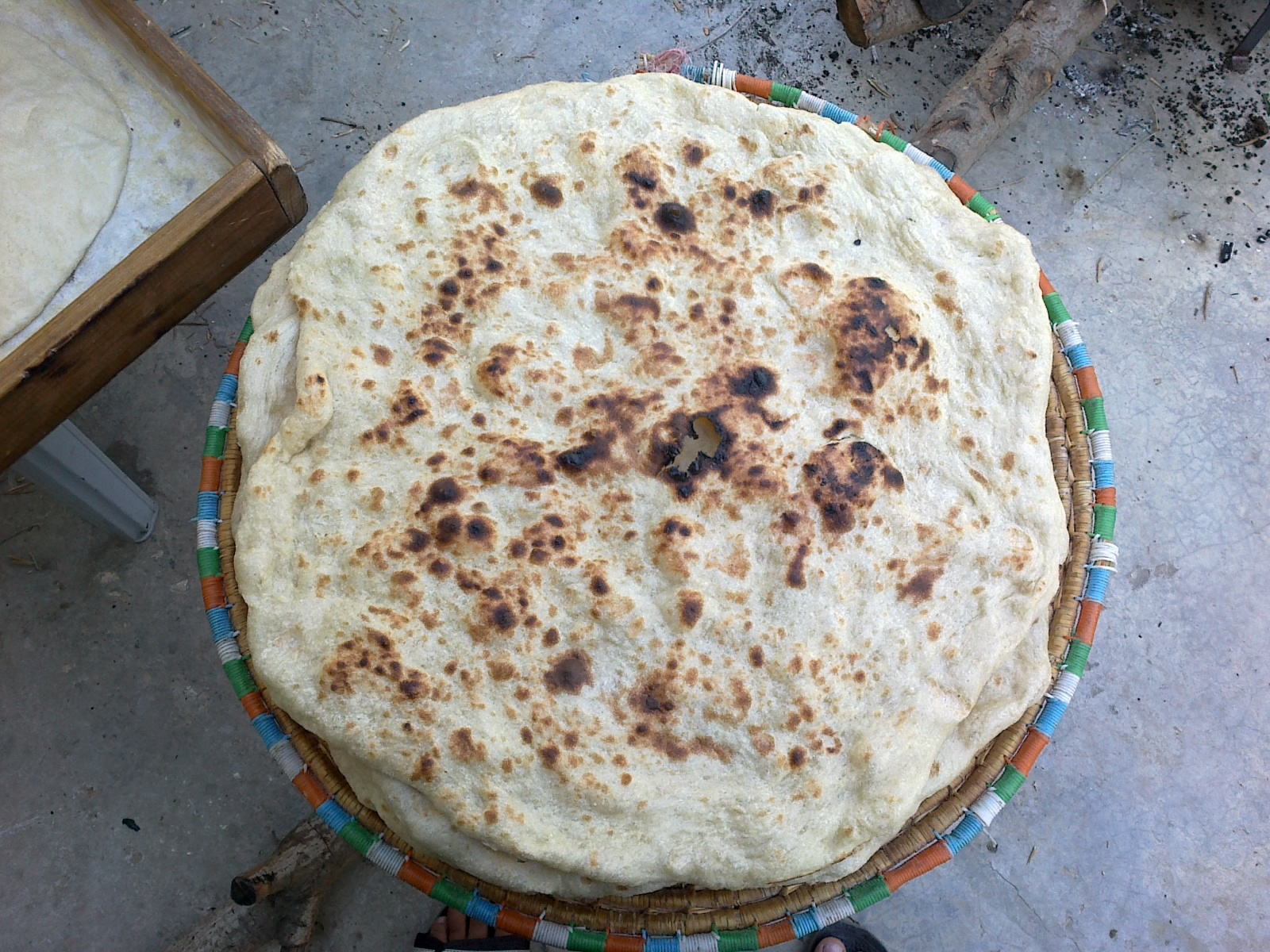
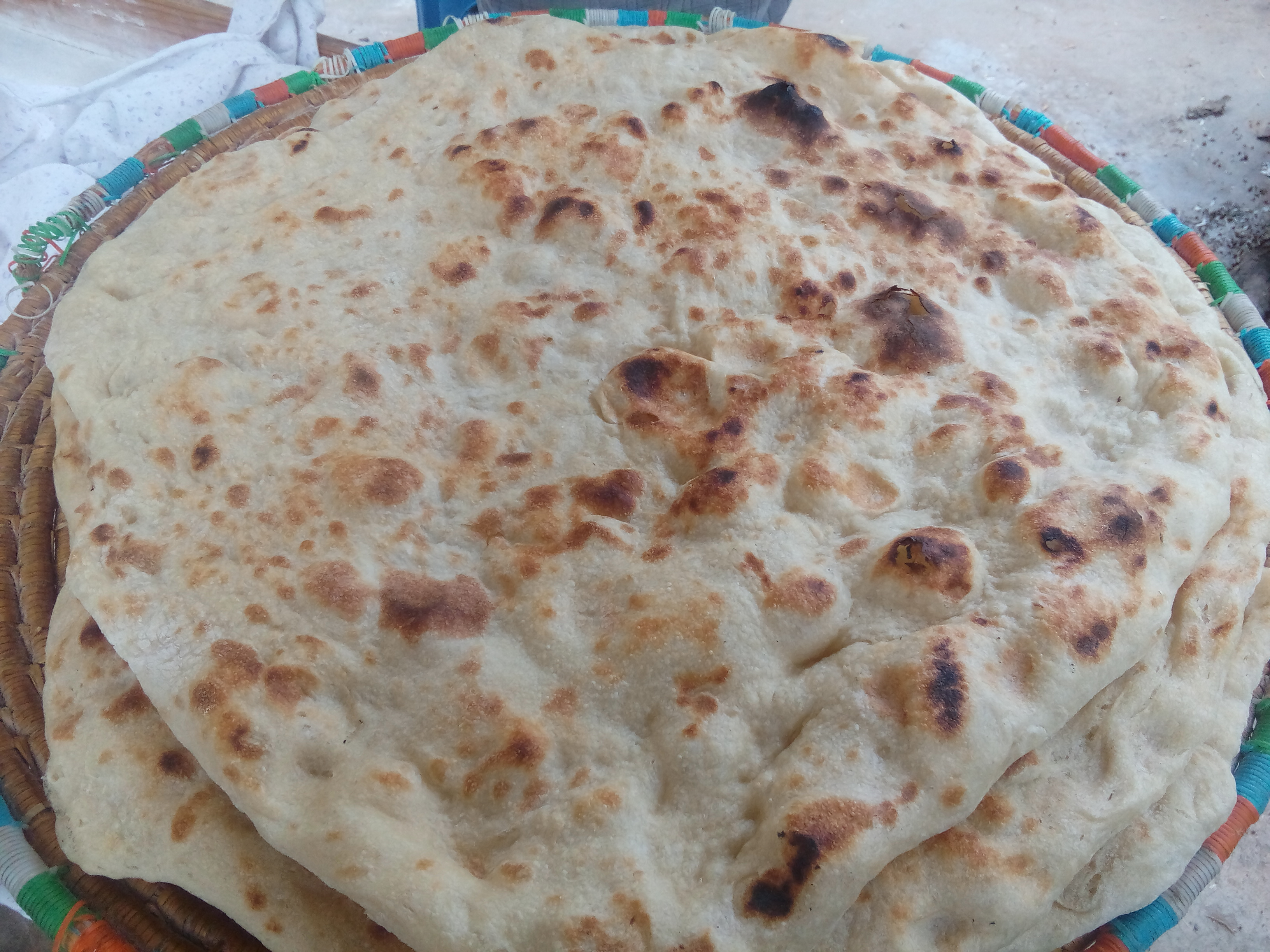
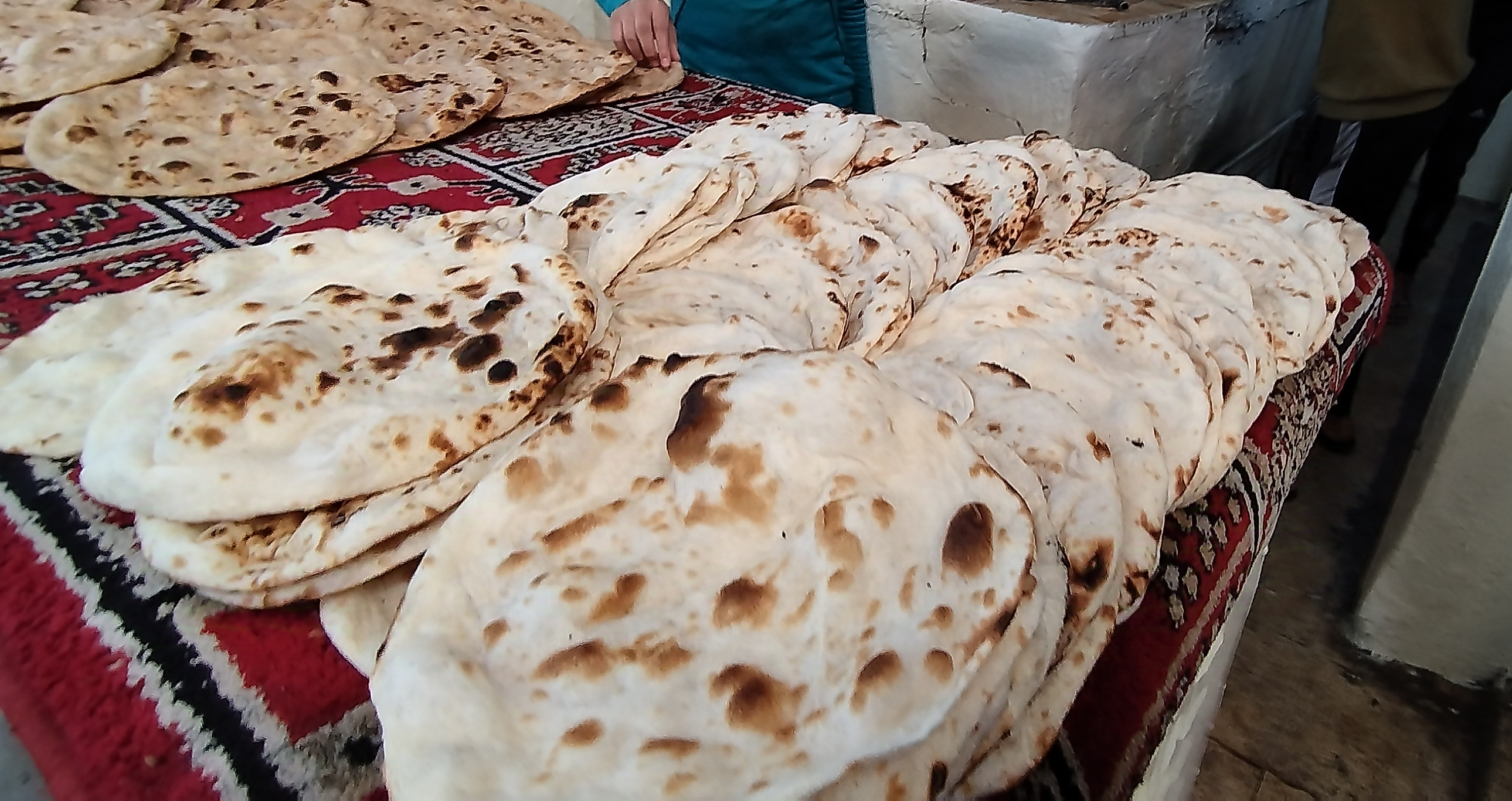